# The Price of Salt
The Price of Salt, também publicado pelo nome de Carol, é um livro estadunidense escrito por Patricia Highsmith. Foi lançado originalmente em 1952, segue a mesma sequência de thriller psicológico de Strangers on a Train, obra da mesma escritora feita dois anos antes. Citado pelo The New York Times como um "romance moderno de duas mulheres", aborda a lesbianidade, um assunto pouco dialogado na década de 1950. A narrativa de Highsmith foi para o rádio e para o cinema, sob o nome Carol, a radionovela foi produzida pela BBC Radio 4 e o filme, roteirizado por Phyllis Nagy, ganhou prêmios importantes como Globo de Ouro.